# Hombre Cometa: ¡Oh, sí!
Hombre Cometa: ¡Oh, sí! (en inglés: Kite Man: Hell Yeah!) es una serie animada para adultos perteneciente al género de comedia negra y superhéroes basada en el personaje de DC Comics Hombre Cometa creado por Bill Finger y Dick Sprang. La serie está protagonizada por Matt Oberg, Stephanie Hsu y James Adomian, y sigue las aventuras de Hombre Cometa y su actual novia Golden Glider, quienes han apoyado la compra de un bar local llamado Noonan's.
La serie sirve como un spin-off de Harley Quinn, donde Hombre Cometa apareció como personaje secundario y ex prometido de Hiedra Venenosa. La primera temporada constará de diez episodios, con Matt Oberg regresando para prestar su voz a Hombre Cometa. Gran parte del elenco de voces se reveló en septiembre de 2023.
Hombre Cometa: ¡Oh, sí! se estrenó el 18 de julio de 2024.

## Argumento
Hombre Cometa: ¡Oh, sí! sigue las atrevidas aventuras del Hombre Cometa y su novia Golden Glider, quienes viven juntos en Noonan's, el bar más sórdido de Gotham. Llevan su relación al siguiente nivel al abrir un bar a la sombra de la Legíon del Mal de Lex Luthor.

## Reparto

### Principal
- Matt Oberg como Charles "Chuck" Brown /Hombre Cometa, Falso Hombre Calendario
- Stephanie Hsu como Lisa Snart / Golden Glider
- James Adomian como Bane, Fake Riddler, Lawrence Snart,
- Jonathan Banks como Sean Noonan
- Natasia Demetriou como Malice Vundabar
- Michael Imperioli como Joe/Moe Dubelz
- Janelle James como Queen of Fables

### Secundarios
- Dee Bradley Baker como Chessure
- Maria Bamford como Baby Doll[4]
- Vic Chao como Leonard Snart / Señor Frío
- Margaret Cho como Rebecca Chen
- Andy Daly como Darryl Brown, Sinestro
- Keith David como Darkseid
- Phil LaMarr como Detective Chimp, DeSaad, Black Manta
- Judith Light como Helen Villigan
- Eddie Pepitone como Sixpack
- Lance Reddick como Lex Luthor (temporada 1)
- Rory Scovel como Gus the Goon

### Cameos
- Lake Bell como Hiedra Venenosa, Barbara Ann Minerva / Cheetah
- Tisha Campbell como Tawny Young
- Lacey Chabert como madre de Kenneth
- Kaley Cuoco como Dr. Harleen Quinzel / Harley Quinn
- Brycen Hall como Joven Captain Cold
- Araceli Prasarttongosoth como Joven Golden Glider
- Cristina Pucelli como Kenneth
- Jim Rash como El Acertijo
- Katie Rich como Stacy
- Rhea Seehorn como Insect Queen

## Producción

### Desarrollo
El showrunner de Harley Quinn, Patrick Schumacker, reveló en South by Southwest en marzo de 2022, durante el panel "Not Kidding Around: Warner Bros. Animation and the Reimagining of Iconic Characters for an Adult Audience" que se estaba desarrollando una serie serivada con el personaje de Hombre "ometa en el papel principal.
En abril de 2022, HBO Max anunció que había dado un pedido de serie, que se titularía Noonan's. Ese julio, se informó que el codesarrollador de Harley Quinn, Dean Lorey, y Katie Rich actuarían como showrunners.
En junio de 2023, en el Festival Internacional de Cine de Animación de Annecy, se anunció que la serie pasaría a llamarse Hombre Cometa: Oh, sí.

### Elenco
Después de que se anunció el programa con una orden de serie, se anunció que Matt Oberg repetiría el papel del Hombre Cometa. En septiembre de 2023, junto con el lanzamiento del avance, Stephanie Hsu, James Adomian, Jonathan Banks, Lance Reddick, Michael Imperioli, Natasia Demetriou, Judith Light, Janelle James, Rory Scovel, Keith David habían sido elegidos, con Kaley Cuoco y Lake Bell como estrellas invitadas también.

### Lanzamiento
Hombre Cometa: ¡Oh, sí! se estrenó en Max el 18 de julio de 2024.

### Mercadotenia
El teaser oficial de la serie fue lanzado el 14 de septiembre de 2023, el mismo día del lanzamiento del final de la temporada 4 de Harley Quinn. El teaser muestra escenas de Kite Man diciendo las palabras, la Reina de las Fábulas, todos los personajes de Legion of Doom durante la cita "Take to Wing it", y finalmente algunos clips del primer episodio que se vio que termina con la tarjeta de título diciendo el título del programa.

## Recepción
El sitio web de recopilación de reseñas Rotten Tomatoes informó de una calificación de aprobación del 91% con una calificación promedio de 7.2/10, basada en 11 críticas. El consenso de los críticos del sitio web dice: "Una serie derivada adecuadamente malhablada y enérgica de la ya meta y vertiginosa Harley Quinn, este deslizamiento a través de teatralidades villanas es una base bien servida para Hombre Cometa: Oh, sí" Metacritic, que utiliza un promedio ponderado, asignó una puntuación de 72 sobre 100 basada en 6 críticos, lo que indica "críticas generalmente favorables".